# Yi Li
Yi Li (en chino, 易立;Changzhou, Jiangsu, 7 de noviembre de 1987) es un exjugador de baloncesto chino. Con 2,03 metros de altura, actuaba en la posición de ala-pívot. Toda su carrera como jugador profesional la realizó con los Jiangsu Dragons de la CBA. También representó a su país en competencias internacionales, incluyendo los Juegos Olímpicos de Londres 2012.

## Trayectoria

### Clubes
Yi debutó como profesional con los Jiangsu Dragons de la CBA en 2004. Al final de su primera temporada fue reconocido como el Novato del Año. Toda su carrera posterior la desarrolló en ese club, convirtiéndose en un jugador emblemático para los aficionados. 
En 2008 participó de la NBA Summer League como parte de Los Angeles Lakers, donde compartió plantel junto a Pat Calathes, Nik Caner-Medley y James White entre otros. Sólo jugó 2 partidos en los que promedió 3,5 puntos. 

### Selección nacional
Yi representó a China en el Campeonato Mundial de Baloncesto Sub-19 de 2003 y en el Campeonato Mundial de Baloncesto Sub-21 Masculino de 2005.
Con la selección absoluta compitió en el Campeonato FIBA Asia en dos ocasiones: 2007 -en la que su equipo terminó séptimo- y 2011 -que fue conquistada por los chinos-.
En 2012 integró el equipo chino que participó del torneo de baloncesto masculino de los Juegos Olímpicos de Londres.